# Tutto bene (Ex-Otago)
Tutto bene è un singolo del gruppo italiano Ex-Otago pubblicato il 18 maggio 2018 come primo estratto dal sesto album in studio Corochinato. 

## Video musicale
Il videoclip, diretto da Marco Gradara, è stato pubblicato sul canale YouTube del gruppo il 30 maggio 2018.